# Сеад Салахович
Сеад Салахович (серб. Сеад Салаховић, нар. 24 жовтня 1977, Прізрен, СФРЮ) — югославський та сербський футболіст, нападник.

## Життєпис
На початку кар'єри виступав за клуби «Палілулац» з Белграда, «Звездара» й «Обилич». Влітку 2000 року перейшов в російську «Аланію», за яку провів 1 матч на виїзді проти «Анжі», замінивши Георгія Боціева на 46-ій хвилині, через 22 хвилини був замінений на Тамерлана Сикоєва. Через півроку він покинув Владикавказ й перебрався до бельгійського «Роял Антверп», після чого виступав за «Жепче», а також за македонську й болгарську «Беласицю». У 2004 році перейшов до криворізького «Кривбаса». 14 березня 2004 року дебютував у футболці «Кривбаса» у програному (1:2) виїзному поєдинку вищої ліги чемпіонату України проти бориспільського «Борисфена». Сеад вийшов на поле в стартовому складі й відіграв увесь поєдинок, а на 53-ій хвилині відзначився голом (з пенальті). Перший сезон складався вдало, Салахович забивав й був улюбленцем уболівальників. Однак, у другому сезоні мало забивав. У лютому 2005 року був на перегляді в «Металісті». Протягом свого перебування в криворізбкому клубі у чемпіонаті України зіграв 30 матчів та відзначився 6-ма голами, ще 5 матчів (2 голи) зіграв за «Кривбас» у кубку України. З 2005 до 2008 роки грав за клуб ПКБ. 